# Рагонвалия
Рагонвалия (исп. Ragonvalia) —город и муниципалитет в северо-восточной части Колумбии, на территории департамента Северный Сантандер. Входит в состав Юго-Восточного субрегиона.

## История
Муниципалитет был выделен в отдельную административную единицу в 1877 году. Поселение Планадас, из которого позднее вырос город, было основано 27 сентября 1881 года губернатором Сантандера генералом Алехандро Пенья Солано. Своё современное название город получил 14 апреля 1930 года в честь президента Колумбии Рамона Гонсалеса Валенсии.

## Географическое положение
Город расположен в юго-восточной части департамента, в горной местности Восточной Кордильеры, вблизи государственной границы с Венесуэлой, на расстоянии приблизительно 31 километра к юго-юго-востоку (SSE) от города Кукута, административного центра департамента. Абсолютная высота — 1546 метров над уровнем моря.
Муниципалитет Рагонвалия граничит на севере с территорией муниципалитета Вилья-дель-Росарио, на северо-западе — с муниципалитетом Лос-Патьос, на западе — с муниципалитетом Чинакота, на юге — с муниципалитетом Эрран, на востоке — с территорией Венесуэлы. Площадь муниципалитета составляет 95,8 км².

## Население
По данным Национального административного департамента статистики Колумбии, совокупная численность населения города и муниципалитета в 2015 году составляла 6891 человек.
Динамика численности населения муниципалитета по годам:
| 2005 | 2006 | 2007 | 2008 | 2009 | 2010 | 2011 | 2012 | 2013 | 2014 | 2015 |
| ---- | ---- | ---- | ---- | ---- | ---- | ---- | ---- | ---- | ---- | ---- |
| 6800 | 6811 | 6822 | 6833 | 6843 | 6852 | 6861 | 6869 | 6877 | 6884 | 6891 |

Согласно данным переписи 2005 года мужчины составляли 51 % от населения Рагонвалии, женщины — соответственно 49 %. В расовом отношении белые и метисы составляли 99,9 % от населения города; негры, мулаты и райсальцы — 0,1 %.
Уровень грамотности среди всего населения составлял 89,5 %.

## Экономика
74,8 % от общего числа городских и муниципальных предприятий составляют предприятия торговой сферы, 20 % — предприятия сферы обслуживания, 5,2 % — промышленные предприятия.